# Убиства у Вајтчепелу
Убиства у Вајтчепелу (енгл. Whitechapel murders) је назив за 11 убистава жена која су се десила у лондонском округу Вајтчепел између 1888. и 1891. Ниједно од убистава није било разјашњено, односно починилац или починиоци нису били идентификовани. Свако од њих је у одређеном тренутку било приписано злогласном серијском убици познатом по надимку Џек Трбосек, али му се данас традиционално само пет убистава - такозване "канонске жртве". Већина, а можда и све од жртава убистава су биле проститутке, и живеле у Вајтчепелу који је у то време био на злу гласу као најсиромашнији и најгушће насељени део Лондона, где су алкохолизам, криминал и насиље били свакодневна појава. Убиства су истраживала лондонска Метрополитанске полицијска служба.

## Жртве

### Ема Елизабет Смит
Рођена око 1843. (наводно). Нападнута је 3. априла 1888. тако што јој је тупи предмет гурнут у вагину чиме јој је оштећена међица. Преживела је напад и успела упркос повредама доћи до своје куће. Пријатељи су је одвели у болницу где је полицији рекла да су је напала 2 или 3 мушкарца, од којих је један био тинејџерске доби. Пала је у кому и преминула 5. априла 1888.

### Марта Табрам
Рођена 10. маја 1849, убијена 7. августа 1888. Нађена је са укупно 39 рана од убода. Од неканонских Витечапелских убистава, Табрамова се од свих наведених жртава сматра као 6. могућа жртва Џека Трбосека, због евидентног недостатка јасног мотива, географске и периодичке приближности канонских напада и очигледне бруталности напада.

### Мери Ен Николс
Прва потврђена жртва Џека Трбосека. Била је позната и под именом „Поли“ Николс, рођена 1845, удата за Виљема Николса, мајка петоро деце, растала се од мужа 1882. године. Убијена је у ноћи 31. августа 1888, а њено тело је кремирано на гробљу Лефорд 6. септембра исте године. Њено тело је пронађено у три сата изјутра, пререзаног гркљана, готово одвојено од главе, са цревима обмотаним око врата и засеченим абдоменом; њени генитални органи били су такође расечени. Аутопсијом је утврђено да је убица леворук, што су доцније криминолози више пута одбацивали. Тадашње новине (које су врвеле од чланака о убијеним женама, које су биле осакаћене и живе спаљене) посматрале су цео овај случај као „чудан“, истичући, на тај начин, особеност убичиног начина деловања.

### Ени Чепман
Друга жртва Џека Трбосека. Рођена као Елиза Ан Смит 1841, удата за Џона Чепмана 1869. и мајка две девојчице, убијена је 8. септембра 1888. у стражњем дворишту Ханбјури улице бр. 29. Њено тело је кремирано 14. септембра исте године. Њено тело је пронађено у лежећем положају на земљи, пререзаног врата и скоро потпуно обезглављено. Трбух је био отворен, црева су остављена на десном рамену жртве, док су вагина, материца и две трећине мокраћне бешике биле некуд однесене. Код њених ногу пронађено је неколико новчића и коверат који је био адресиран на 20. август. Један очевидац, који је живео у згради, рекао је да је чуо неку жену како виче „не“, али је признао да се није усудио да погледа кроз прозор. Сутрадан, једна девојчица је испричала полицији да је видела неколико кућа одатле локву крви: полицајци су закључили да се вероватно ради о трагу који је убица оставио за собом носећи органе жртве. Неколико дана касније полицајци су у кварту ухапсили једног месара, Јеврејина, Џона Пизера, на основу кожне кецеље пронађене на месту злочина. Врло брзо је, међутим, установљено да тај комад коже нема никакве везе са злочином: припадао је једном од станара те зграде који га је опрао и оставио ту да се суши. Пизер је ипак задржан у притвору два дана, што је дало времена полицији да га оправда у очима гомиле која је била спремна да га линчује. Од тада па надаље убица је оквалификован као полудели фанатик или сексуални манијак који нема никакво знање о анатомији. Неколико очевидаца је само потврдило да је видело жртве у разговору са извесним човеком који је носио црни коферчић у руци и који је на глави имао цилиндар.

### Елизабет Страјд
Трећа жртва Џека Трбосека. Рођена 1843. у Шведској, мајка двоје деце, развела се 1876, пронађена је мртва 30. септембра 1888. Тело је пронашао у дворишту клуба Бернер извесни Луис Димшуц. Њено тело је кремирано на гробљу Ист у Лондону. Њено беживотно тело је пронађено у дворишту зграде коју су насељавали Јевреји и Немци. Само јој је грло било дубоко засечено; према сведочењу једног кочијаша крв јој је још увек текла кад ју је пронашао. За ово убиство није сасвим сигурно да га је починио исти убица, јер се убрзо потом догодило још једно убиство на месту толико удаљеном од овог да скоро да није могуће да је исти човек у питању.

### Кетрин Едоуз
Рођена 1842. у Волверхамптону, изродила је троје деце са својим животним сапутником Томасом Конвејом. Убијена 30. септембра 1888, пронађена изузетно унакаженог тела на јавном месту, у једном парку. Кетрин Едоуз је стављена на страшне муке вероватно зато што Џек није стигао да доврши свој посао на Елизабет Страјд. Њено беживотно тело је лежало у бари крви, отвореног стомака. Жртва је комплетно раскомадана, нос и лево уво одсечени, на лицу је ножем било урезано велико латинично слово V. Тело је било готово обезглављено, желудац и црева остављена на десном рамену, јетра исечена, бубрези и генитални органи некуд однесени.

### Мери Џејн Кели
Задња жртва Џека Трбосека. Рођена 1863, убијена је у петак 9. новембра 1888. око три сата изјутра. Њени остаци кремирани су на католичком гробљу у Лондону. 
Ово последње Трбосеково убиство превазишло је својом стравичношћу сва остала; довољно је само прочитати извештај са аутопсије да бисмо се у то уверили: Тело је испружено по средини кревета, рамена спљоштена, али је осовина тела благо нагнута на леву страну, глава лежи на левом образу. Лева рука се налази уз тело, левом подлактицом укошена удесно и постављена на абдомен. Десна рука, једва прикачена за тело, лежи на душеку, док подлактица на абдомену пружа поглед на стешњене прсте. Ноге су широко раширене, лева бутина образује прав угао са трупом, док десна бутина оцртава туп угао са пубичном кости. Цела спољна површина абдомена и бутина је расцепана, а сви унутрашњи органи су извађени из трбушне дупље. Груди су разрезане, руке унакажене многобројним неправилним убодима ножем, а лице је скроз непрепознатљиво. Ткиво врата је раскомадано све до кости. Унутрашњи органи су разбацани свуда унаоколо: материца, бубрези и једна дојка се налазе испод главе; друга дојка уз десну ногу; јетра међу ногама; црева десно од тела; слезина лево од тела; месни дроњци абдомена и бутина нагомилани на столу; срце је ишчупано и никад није пронађено.

### Росе Милет
Право име највероватније Катерине Милет, но позната и као Кетрин Милет. Рођена 1862, а умрла 20. децембра 1888.. По извештају задављена је „ужетом снажно повученим око врата“, иако су неки инспектори мислили да се случајно сама угушила овратником властите хаљине док је била у пијаном стању.

### Алиcе Макензи
Рођена око 1849, а убијена 17. јула 1889.. Узрок смрти, према извештају, био је „пререз леве вратне артерије“, но на телу је пронађено још рана и посекотина.

### Витечапелски мистериј
Појам који се користи за догађај када је у подруму новог средишта Метрополитанске полиције нађен безглави торзо мртве жене. Догађај се збио 2. октобра 1888.. Рука која је припадала жртви, недуго пре убиства виђена је како плута у Темзи. У близини торза нађена је и закопана нога која је такође била њена. Остали удови и глава никад нису пронађени, а тело никад није идентификовано.

### Убиство у улици Пинчин
Hазив је који је дан случају од 10. септембра 1889, када је пронађен торзо у сличном стању као и у Витечапелских мистериј, иако руке нису биле одсечене. Непотврђене спекулације из тог времена говоре да је тело припадало Лидији Харт, проститутки која је нестала пре уморства.Витечапелских мистериј и " Убиство у улици Пинчин“ највероватније су била дела серијског убице којему је предложен надимак „Убица од торза“. Питање јесу ли Џек Трбосек и „Убица од торза“ једна или двије различите особе које су имале неутврђену везу један с другим (делујући у истом периоду).

### Францес Колес
Рођена 1865, а убијена 13. фебруара 1891.. Мање ране на глави и леђима сугеришу да је насилно бачена на земљу пре него што јој је гркљан пререзан. Осим наведених, на телу није било никаквих других повреда. Тело јој је пронађено испод железничког лука у Свалов Гарденсу. Ово је била 11. и последња жртва у Лондонском полицијском извештају која је убијена у Витечелу.